# 仙台市立東長町小学校
仙台市立東長町小学校（せんだいしりつ ひがしながまちしょうがっこう）は、宮城県仙台市太白区にある公立小学校である。

## 概要
学校は仙台市の南部に位置しており、学区は国道4号仙台バイパスと東北本線、東北新幹線に囲まれたエリアである。近年は旧長町操車場を再開発したあすと長町も学区内に入る。

## 沿革
- 1953年（昭和28年）4月1日 - 開校
- 1974年（昭和49年）4月1日 - 大野田小学校が分離開校
- 1985年（昭和60年）4月1日 - 郡山小学校が分離開校

## 学区
- あすと長町2丁目の一部、3丁目、4丁目の一部、郡山1丁目の一部、2丁目、3丁目の一部、5丁目～8丁目、諏訪町、東大野田

## 卒業後
- 郡山中学校へ進学する。

## 交通アクセス
- 東日本旅客鉄道（JR東日本）東北本線 太子堂駅より徒歩8分。

## 著名な関係者
教職員
- 八巻寛治（学級経営スーパーバイザー、教育カウンセラー） - 元教師（5年間勤務）